# Challenger de Siberia 2013
El Siberia Cup 2013 fue un torneo de tenis profesional que se jugó en pistas duras bajo techo. Se trató de la 2ª edición del torneo que forma parte del ATP Challenger Tour 2013 . Tuvo lugar en Tiumén, Rusia entre el 18 y el 24 de noviembre de 2013.

## Jugadores participantes del cuadro de individuales

### Cabezas de serie
| Favorito | País                  | Jugador               | Rank1 | Posición en el torneo |
| -------- | --------------------- | --------------------- | ----- | --------------------- |
| 1        | Bandera de Rusia      | Teimuraz Gabashvili   | 84    | Semifinales           |
| 2        | Bandera de Rusia      | Yevgueni Donskoi      | 94    | Cuartos de final      |
| 3        | Bandera de Kazajistán | Andrey Golubev        | 100   | CAMPEÓN               |
| 4        | Bandera de Rusia      | Andrey Kuznetsov      | 146   | FINAL                 |
| 5        | Bandera de Ucrania    | Illya Marchenko       | 156   | Semifinales           |
| 6        | Bandera de Moldavia   | Radu Albot            | 171   | Primera ronda         |
| 7        | Bandera de Rusia      | Konstantin Kravchuk   | 182   | Segunda ronda         |
| 8        | Bandera de Rusia      | Alexander Kudryavtsev | 258   | Primera ronda         |

- 1 Se ha tomado en cuenta el ranking del 11 de noviembre de 2013.

### Otros participantes
Los siguientes jugadores recibieron una invitación (wild card), por lo tanto ingresan directamente al cuadro principal (WC):
- Richard Muzaev
- Dmitri Perevoshchikov
- Stanislav Vovk
- Robert Ziganshin

Los siguientes jugadores ingresan al cuadro principal tras disputar el cuadro clasificatorio (Q):
- Anton Galkin
- Denis Matsukevich
- Valeri Rudnev
- Dzmitry Zhyrmont

## Campeones

### Individual Masculino
- Andrey Golubev derrotó en la final a  Andrey Kuznetsov 6-4, 6–3

### Dobles Masculino
- Sergey Betov /  Alexander Bury derrotaron en la final a  Ivan Anikanov /  Ante Pavić 6-4, 6-2